# Partido judicial de Reinosa
El partido judicial de Reinosa es uno de los ocho en los que se divide la comunidad autónoma de Cantabria, creado en 1988 mediante la Ley 38/1988, de 28 de diciembre, de Demarcación y de Planta Judicial, como número cinco, tanto de los siete en los que se dividió inicialmente Cantabria, como posteriormente con la creación del octavo partido judicial.
Está conformado por un único juzgado de primera instancia e instrucción.

## Ámbito geográfico
| Partido Judicial | Capital de partido | Municipios que comprende |
| ---------------- | ------------------ | --- |
| 5                | Reinosa            | Campoo de Enmedio, Campoo de Yuso, Hermandad de Campoo de Suso, Pesquera, Reinosa, Las Rozas de Valdearroyo, San Miguel de Aguayo, Santiurde de Reinosa, Valdeolea, Valdeprado del Río y Valderredible |